# Elecciones regionales de Puno de 2002
Las elecciones regionales de Puno de 2002 se llevaron a cabo el 17 de noviembre de 2002 para elegir al presidente regional, al vicepresidente regional y al Consejo Regional para el periodo 2003-2006. La elección se celebró simultáneamente con elecciones regionales y municipales (provinciales y distritales) en todo el Perú.

## Sistema electoral
El Gobierno Regional de Puno es el órgano administrativo y de gobierno del departamento de Puno. Está compuesto por el presidente regional, el vicepresidente regional y el Consejo Regional.
La votación del presidente, vicepresidente y consejo regional se realiza en base al sufragio universal, que comprende a todos los ciudadanos nacionales mayores de dieciocho años, empadronados y residentes en el departamento de Puno y en pleno goce de sus derechos políticos.
El Consejo Regional de Puno está compuesto por 13 consejeros elegidos por sufragio directo para un período de cuatro (4) años, en forma conjunta con la elección del presidente regional. La votación es por lista cerrada y bloqueada. Se asigna a la lista ganadora los escaños según el método d'Hondt o la mitad más uno, lo que más le favorezca.

## Partidos y candidatos
A continuación se muestra una lista de los principales partidos y alianzas electorales que participaron en las elecciones:
| Candidatura | Candidatura | Partidos y alianzas                                                      | Candidatos | Candidatos                   | Ideología                                                         | Ref. |
| ----------- | ----------- | ------------------------------------------------------------------------ | ---------- | ---------------------------- | ----------------------------------------------------------------- | ---- |
|             | SP          | Lista - Somos Perú (SP)                                                  |            | Luis Palacios Sardón         | Democracia cristiana Conservadurismo social Liberalismo económico |      |
|             | MNI         | Lista - Movimiento Nueva Izquierda (MNI)                                 |            | César Esquivel Rodríguez     | Marxismo-leninismo Mariateguismo Socialismo democrático           |      |
|             | RA          | Lista - Renacimiento Andino (RA)                                         |            | Ángel Holguer Mujica Sánchez | Indigenismo Plurinacionalismo Socialdemocracia                    |      |
|             | RD          | Lista - Reconstrucción Democrática (RD)                                  |            | Alberto Pinto Cárdenas       | Humanismo                                                         |      |
|             | FUP         | Lista - Movimiento Independiente Regional Frente Unido Progresista (FUP) |            | Eufemio Flores Mamani        | Regionalismo puneño                                               |      |
|             | MARQA       | Lista - Movimiento por la Autonomía Regional Quechua y Aymara (MARQA)    |            | David Jiménez Sardón         | Regionalismo puneño                                               |      |
|             | PDR         | Lista - Poder Democrático Regional (PDR)                                 |            | Alberto Quintanilla Chacón   | Regionalismo puneño                                               |      |

## Resultados

### Sumario general
|                        |                                                                  |              |              |              |            |            |
| Partidos y coaliciones | Partidos y coaliciones                                           | Voto popular | Voto popular | Voto popular | Consejeros | Consejeros |
| Partidos y coaliciones | Partidos y coaliciones                                           | Votos        | %            | ±pp          | Total      | +/−        |
|                        | Movimiento por la Autonomía Regional Quechua y Aymara (MARQA)    | 121,780      | 26.48        | n/a          | 8          | n/a        |
|                        | Poder Democrático Regional (PDR)                                 | 108,703      | 23.64        | n/a          | 2          | n/a        |
|                        | Movimiento Independiente Regional Frente Unido Progresista (FUP) | 72,915       | 15.86        | n/a          | 1          | n/a        |
|                        | Somos Perú (SP)                                                  | 61,096       | 13.29        | n/a          | 1          | n/a        |
|                        | Renacimiento Andino (RA)                                         | 36,912       | 8.03         | n/a          | 1          | n/a        |
|                        | Movimiento Nueva Izquierda (MNI)                                 | 31,596       | 6.87         | n/a          | 0          | n/a        |
|                        | Reconstrucción Democrática (RD)                                  | 26,875       | 5.84         | n/a          | 0          | n/a        |
|                        |                                                                  |              |              |              |            |            |
| Total                  | Total                                                            | 459,877      |              |              | 13         | n/a        |
|                        |                                                                  |              |              |              |            |            |
| Votos válidos          | Votos válidos                                                    | 459,877      | 80.01        | n/a          |            |            |
| Votos en blanco        | Votos en blanco                                                  | 53,049       | 9.23         | n/a          |            |            |
| Votos nulos            | Votos nulos                                                      | 61,880       | 10.77        | n/a          |            |            |
| Votos emitidos         | Votos emitidos                                                   | 574,806      | 87.48        | n/a          |            |            |
| Abstenciones           | Abstenciones                                                     | 82,284       | 12.52        | n/a          |            |            |
| Votantes registrados   | Votantes registrados                                             | 657,090      |              |              |            |            |
|                        |                                                                  |              |              |              |            |            |
| Fuente:                |                                                                  |              |              |              |            |            |

### Autoridades electas
| Cargo                           | Autoridad electa | Autoridad electa        | Partido político | Partido político                                           |
| ------------------------------- | ---------------- | ----------------------- | ---------------- | ---------------------------------------------------------- |
| Presidente Regional de Puno     |                  | David Jiménez Sardón    |                  | Movimiento por la Autonomía Regional Quechua y Aymara      |
| Vicepresidenta Regional de Puno |                  | Sonia Frisancho Pacheco |                  | Movimiento por la Autonomía Regional Quechua y Aymara      |
| Consejero Regional de Puno      |                  | Marco Valderrama Zea    |                  | Movimiento por la Autonomía Regional Quechua y Aymara      |
| Consejero Regional de Puno      |                  | Juan Larico Zevallos    |                  | Movimiento por la Autonomía Regional Quechua y Aymara      |
| Consejero Regional de Puno      |                  | Ángel Rivera Pinto      |                  | Movimiento por la Autonomía Regional Quechua y Aymara      |
| Consejero Regional de Puno      |                  | Ernesto Chura Yupanqui  |                  | Movimiento por la Autonomía Regional Quechua y Aymara      |
| Consejero Regional de Puno      |                  | Julio Mendoza Aparicio  |                  | Movimiento por la Autonomía Regional Quechua y Aymara      |
| Consejero Regional de Puno      |                  | Helio Rossel Laura      |                  | Movimiento por la Autonomía Regional Quechua y Aymara      |
| Consejero Regional de Puno      |                  | Juan Vega Quispe        |                  | Movimiento por la Autonomía Regional Quechua y Aymara      |
| Consejero Regional de Puno      |                  | Elmer Burgos Quispe     |                  | Movimiento por la Autonomía Regional Quechua y Aymara      |
| Consejero Regional de Puno      |                  | Benito Gutiérrez Cama   |                  | Poder Democrático Regional                                 |
| Consejero Regional de Puno      |                  | Roberto Ramos Castillo  |                  | Poder Democrático Regional                                 |
| Consejera Regional de Puno      |                  | Leny Yanqui Velazco     |                  | Movimiento Independiente Regional Frente Unido Progresista |
| Consejero Regional de Puno      |                  | Jorge Núñez Huaracha    |                  | Somos Perú                                                 |
| Consejero Regional de Puno      |                  | Elvino Mamani Callo     |                  | Renacimiento Andino                                        |